# Tetramelaceae
Tetramelaceae es una familia de plantas con dos géneros de grandes árboles con hojas alternas, pecioladas, simples, enteras, palmeadas y cordadas. Las flores en inflorescencias dispuestas en panículas terminales. Son nativos de las regiones tropicales del sudeste de Asia, Malasia y  Australia.
La hipótesis filogenética más moderna del orden y su clasificación en familias y géneros puede ser encontrada en Schaefer y Renner (2011).
Las familias más pequeñas de Cucurbitales están descriptas también en Kubitzki (2011) y además, en lo que concierne a sus caracteres florales y vegetativos, en Matthews y Endress (2004) y en Zhang et al. (2006, 2007), y estos trabajos también son una puerta de entrada hacia la vasta literatura morfológica de esas familias.

## Clasificación
La clasificación actual suele estar basada en el APG.